# Picosulfate de sodium
Le picosulfate de sodium est une molécule utilisée comme laxatif de type stimulant.

## Mode d'action
Il augmente la sécrétion d'eau et d'électrolytes par la muqueuse intestinale.

## Efficacité
Il est efficace dans la constipation chronique, améliorant en particulier, la qualité de vie.